# Frank Lorenzo
Pour les articles homonymes, voir Lorenzo.
Francisco Anthony « Frank » Lorenzo (né le 19 mai 1940) est un homme d'affaires américain.
Il est surtout connu pour sa prise de contrôle d'Eastern Air Lines et sa direction de Texas International Airlines (en) et de sa holding Texas Air Corporation (en) entre 1972 et 1990, par l'intermédiaire desquelles il a formé ou acquis un certain nombre de grandes compagnies aériennes américaines, notamment Continental Airlines, Eastern Air Lines, Frontier Airlines, New York Air et PEOPLExpress.
En tant que directeur de compagnie aérienne, il acquiert une réputation controversée de dirigeant porté sur la répression antisyndicale, notamment lors de la faillite de Continental en 1983 qui permet à l'entreprise d'annuler ses accords syndicaux, puis pendant la grève et la faillite d'Eastern qui conduisent finalement à sa fermeture définitive en 1991.